# Ichneumon devinctor
Ichneumon devinctor är en stekelart som beskrevs av Thomas Say 1825. Ichneumon devinctor ingår i släktet Ichneumon och familjen brokparasitsteklar. Inga underarter finns listade i Catalogue of Life.